# Campionato italiano di baseball per ciechi
Il primo campionato italiano per di baseball per ciechi è stato organizzato dalla AIBXC Onlus in collaborazione con la Federazione Italiana Baseball Softball nel 1997 anche se si giocava in forma amatoriale a partire dal 1994. Da allora il campionato comprende una stagione regolare, una Coppa Italia e un torneo di fine stagione.

## Squadre iscritte al campionato

### 2017
- All Blinds Roma
- Cvinta White sox Bologna
- Leonessa Brescia
- Ducks Staranzano (Go)
- Firenze BXC
- I Patrini Malnate (Va)
- Lampi Milano
- Thunder's 5 Milano
- Tigers Cagliari
- Thurpos Cagliari
- Umbria Redskins Perugia

### 2018
- All Blinds Roma
- Cvinta White sox Bologna
- Leonessa Brescia
- Ducks Staranzano (Go)
- Fiorentina BXC
- I Patrini Malnate (Va)
- Lampi Milano
- Thunder's 5 Milano
- Tigers Cagliari
- Thurpos Cagliari
- Umbria Redskins Perugia

### 2019
- All Blinds Roma
- Cvinta White sox Bologna
- Leonessa Brescia
- Ducks Staranzano (Go)
- Fiorentina BXC
- I Patrini Malnate (Va)
- Lampi Milano
- Thunder's 5 Milano
- Tigers Cagliari
- Thurpos Cagliari
- Umbria Redskins Perugia

## Albo d'oro
| Stagione | Campionato              | Coppa Italia            |
| 1997     | Aquilone Empoli Red Sox | Aquilone Empoli Red Sox |
| 1998     | Aquilone Empoli Red Sox | Bologna White Sox       |
| 1999     | Aquilone Empoli Red Sox | Bologna White Sox       |
| 2000     | Fiorentina BXC          | Bologna White Sox       |
| 2001     | Bologna White Sox       | Fiorentina BXC          |
| 2002     | Fiorentina BXC          | Bologna Red Sox         |
| 2003     | Bologna White Sox       | Empoli Red Sox          |
| 2004     | Bologna White Sox       | Milano Thunder's Five   |
| 2005     | Thunder's Five Milano   | Milano Thunder's Five   |
| 2006     | Thunder's Five Milano   | Cvinta Ravenna          |
| 2007     | Cvinta Ravenna          | Milano Thunder's Five   |
| 2008     | Thunder's Five Milano   | Cvinta Ravenna          |
| 2009     | Thunder's Five Milano   | Fiorentina BXC          |
| 2010     | Thunder's Five Milano   | Bologna White Sox       |
| 2011     | Thunder's Five Milano   | Thunder's Five Milano   |
| 2012     | Fiorentina BXC          | Fiorentina BXC          |
| 2013     | Lampi Milano            | All Blinds Roma         |
| 2014     | Lampi Milano            | Thunder's Five Milano   |
| 2015     | Fiorentina BXC          | Fiorentina BXC          |
| 2016     | I Patrini Malnate (Va)  | All Blinds Roma         |
| 2017     | I Patrini Malnate (Va)  | I Patrini Malnate (Va)  |
| 2018     | I Patrini Malnate (Va)  | All Blinds Roma         |